# Игор Торкар
Игор Торкар, псеудоним Бориса Факина (Костањевица на Красу, 13. октобар 1913 – Љубљана, 1. јануар 2004) био је словеначки писац, драмски писац и песник, најпознатијег по својим књижевним описима комунистичке репресије у Југославији после Другог светског рата.

## Биографија
Торкар је рођен у словеначкој породици у селу Костањевица на Красу, тада у саставу Аустроугарске жупаније Горица и Градишћа, данас у Словенији. Похађао је гимназију Пољане у Љубљани. Његови учитељи били су историчар књижевности Франце Коблар, писац Јуш Козак и сликар Божидар Јакац.
Године 1932. уписао се на Универзитет у Љубљани, где је годину дана студирао право. Затим је студирао хемију и дипломирао као инжењер хемије 1942. године. Био је члан неколико левичарских студентских група које су се залагале за аутономију Словеније у оквиру Краљевине Југославије и демократизацију земље. Између осталог, водио је студентску асоцијацију која се успешно залагала за изградњу нове зграде универзитетске библиотеке у Љубљани.
За то време објавио је своје прве приповетке и есеје под псеудонимом Игор Торкар у књижевном часопису Содобност. Писао је и политичке сатире у сатиричном листу Павлиха, од којих су неке биле цензурисане од стране власти Дравске бановине.
Након инвазије Осовине на Југославију у априлу 1941. године, постао је активиста Ослободилачког фронта словеначког народа. Никада се није придружио партизанском отпору, али је организовао прикупљање залиха за борбене јединице комунистичког отпора. Године 1942. ухапсиле су га италијанске окупационе власти, али је после два месеца затвора пуштен. 1943. године ухапшен је од стране нацистичких немачких окупационих снага и послат у концентрациони логор Дахау, где је остао до краја Другог светског рата.
После рата, Торкар се вратио у Југославију, где је радио као технички руководилац у комплексу хемијске индустрије у Словенији. У априлу 1948. ухапшен је од стране југословенских комунистичких власти под лажним оптужбама за пронацистичке активности током Другог светског рата. Њему је суђено на суђењима у Дахауу заједно са још 33 преживела из концентрационих логора Дахау и Бухенвалд који су били оптужени за сарадњу са немачким Гестапоом јер је, сматра тужилаштво, само сарадња могла да објасни њихов опстанак. Године 1949. осуђен је на шест година затвора, која је након жалбе повећана на 12. Торкар је провео четири године у затвору, укључујући две године у самици. Пуштен је на слободу 1952. и забрањено му је објављивање још две године.
После две године незапослености, Торкар је постао предавач на Академији лепих уметности у Љубљани. Године 1976. доспео је у звање професора графичке технологије. Године 1971. Виши суд СР Словеније је поништио казну из 1949. године, а Торкар је ослобођен свих оптужби.
Од 1990-их па надаље, Торкар је постао критички коментатор и посматрач демократизације Словеније, са редовним колумнама у листовима Дело и Дневник.
У октобру 2003. године, поводом ауторовог 90. рођендана, Словеначка национална телевизија емитовала је документарац под називом „Умирање на рате“, посвећен Торкаровој животној причи. Преминуо је 1. јануара 2004. године у Љубљани.

## Рад
Поезија
- Blazni Kronos, сатирични сонети (1940)
- Kurent, епске песме (1946)
- Jetniški soneti, песме (1974)
- Balada o smehu, епске песме (1977)
- Zlatoustova pratika, сатиричне песме, епиграми, афоризми (1981)
- Zvezde so strnjene kaplje krvi, песме (1990)
- Satirični koledar, сатиричне песме и хумореске (1992)
- Basni, басне и песме (1992)
- Oseka bivanja - večerne pesmi, песме (1998)
- Mavrice večera, песме (2000)
- Pesmi osekle samosti, песме (2003)

Драмска дела
- Velika preizkušnja, драма (1946)
- Pravljica o smehu (1953)
- Pisana žoga, драма (1955)
- Pozabljeni ljudje, драма (1957)
- Delirij, драма (1958)
- Svetloba sence, монодрама (1961)
- Pisana žoga (1963)
- Cvetje v jeseni, драматизација (1964)
- Balada o črnem noju, драма (1965)
- Zlata mladina, драма (1970)
- Vstajenje Josefa Švejka, сатирична комедија (1971)
- Pisana Žoga, збирка 5 драма (1972)
- Ravbarski cesar, драматизација(1973)
- Požar, монодрама (1973)
- Revizor 74, сатирична комедија (1974)
- Odsevanja, збирка 3 драме (1976)
- Hudič in angel, сатирична комедија (1981)
- Satirična komedija, сатирична комедија (1981)
- Revizor 93, сатирична комедија (1993)
- Balada o taščici, драма (1994)
- Raubarski cesar, (2013)

Проза
- Knjiga o filmu Jara gosopoda (1952)
- Deseti bratje, роман (1979)
- Umiranje na obroke, роман (1984)
- Zgodbice o znanih Slovencih (1992)
- Igranje s številkami meseca (1993)
- Smrt na počitnicah, роман (1998)

Публицистика
- Meditacije o mojem času (1989)

Телевизијске драме
- Jugoslavija ekspres (1962)
- Študentska soba (1964)
- Balada o taščici (1965)
- Pozabljeni klovn (1967)
- 4000 (1968)
- Pisana žoga (1971)
- Čednost v dolini Šentflorjanski (1979)

Радио драме
- Balada o smehu (1995)
- Vstajenje Josefa Švejka (1998)